# Leone e Giampiero
Leone e Giampiero è un film del 2006 diretto da Salvatore Scarico interpretato dal trio comico Ardone-Peluso-Massa. Il film prende di mira gli effetti della dipendenza da videogiochi.

## Trama
Giampiero Arrigoni è un giornalista che scrive rubriche sugli animali. L'uomo deve subire vessazioni da tutti quelli che lo circondano: i condomini, la fidanzata, il direttore del giornale presso il quale lavora. Un giorno gli viene consegnato, a domicilio, uno specchio.
L'oggetto, all'improvviso, comincia ad animarsi tramite la comparsa di un uomo che dice di chiamarsi Leone Arrigoni, che si sostituisce a Giampiero e inizia a compiere una serie di efferati delitti.

## Riconoscimenti
- 60º Festival Internazionale del Cinema di Salerno
  - Premio della giuria